# Liste des Premiers ministres d'Oman
Le Premier ministre d'Oman (arabe : رئيس وزراء عمان) est le chef de gouvernement du sultanat d'Oman. Deux personnes occupent la fonction de Premier ministre depuis l'indépendance en 1970, poste vacant depuis 2020 et la mort de Qabus ibn Saïd.

## Liste des Premiers ministres d'Oman
| # | Nom               | Portrait | Début de mandat | Fin de mandat   |
| - | ----------------- | -------- | --------------- | --------------- |
| 1 | Tariq ibn Taïmour |          | 14 août 1970    | 2 janvier 1972  |
| 2 | Qabus ibn Saïd    |          | 2 janvier 1972  | 10 janvier 2020 |